# Crotalaria pallidicaulis
Crotalaria pallidicaulis är en ärtväxtart som beskrevs av Hermann August Theodor Harms. Crotalaria pallidicaulis ingår i släktet sunnhampor, och familjen ärtväxter. Inga underarter finns listade i Catalogue of Life.